# Ein Morgen, ein Mittag, ein Abend in Wien
Ein Morgen, ein Mittag, ein Abend in Wien ist ein sogenanntes „Lokales Gemälde“ (eine von vielen charakterisierenden Bezeichnungen für Stücke des Alt-Wiener Volkstheaters). Der Text stammt von Franz Xaver Told, die Uraufführung fand am 26. Februar 1844 im Theater in der Josefstadt in Wien statt. Franz von Suppè schrieb dafür nur die Ouvertüre.

## Beschreibung
Bereits vier Jahre nach seiner ersten festen Anstellung am Theater in der Josefstadt gelang Suppè ein erstes kleines Meisterwerk. Und hierbei kam eine Eigenheit von ihm zutage, für die er oft auch mal kritisiert wurde, nämlich, stets nach Höherem strebend, für noch so große Belanglosigkeiten eine viel zu anspruchsvolle Musik zu schreiben. Und das Stück Ein Morgen, ein Mittag, ein Abend in Wien, ein sog. lokales Gemälde aus dem Wiener Alltag, war entgegen seines erwartungsvollen Titels eine Aneinanderreihung solcher Belanglosigkeiten, das trotz Anreicherung mit „gymnastischen Kunstproduktionen“ englischer Artisten durchfiel. Suppè hatte zu diesem Stück, das nach drei Tagen wieder abgesetzt wurde, allerdings nur die Ouvertüre zu schreiben, die dann aber zur ersten seiner großen sinfonischen Ouvertüren geraten sollte und die sich bis heute im Repertoire der Konzertsäle gehalten hat.

## Anmerkung
Am 28. September des gleichen Jahres verwendete Suppè die Ouvertüre in nur leicht abgewandelter Form noch einmal, und zwar für Friedrich Kaisers Posse Der Krämer und sein Kommis, für die er allerdings auch Lieder und Couplets komponierte. Durchgesetzt hat sich im Konzertbetrieb allerdings die Urfassung der Ouvertüre.

## Tonträger (Auswahl)
- Franz von Suppé: Ouvertures Volume 4, #1: „Morning, Noon and Night“, Marco Polo, Slovak Philharmonic Orchestra (Košice), Alfred Walter[2]
- Franz von Suppé: Ouvertures Volume 2, #5: Der Krämer und sein Kommis, Marco Polo, Slovak State Philharmonic Orchestra (Košice), Alfred Walter[3]